# История Восточной Азии
История Восточной Азии

Восточная Азия на карте полушария (без Дальнего Востока России)

К региону Восточной Азии относятся Дальний Восток России, Китай, Тайвань, Япония, КНДР, Республика Корея и Монголия.

## Древние цивилизации Восточной Азии

### Древний Китай

#### Ся
Ся (кит. 夏朝, пиньинь xià cháo) — легендарная династия, согласно традиционным представлениям, правившая в древнем Китае, в период с 2070 год до н. э. по 1765 год до н. э., еще одна версия относит правление династии к 2700 году до н. э. Китайские археологи нередко связывают династию Ся с археологической культурой Эрлитоу. На территории, отождествляемой с Ся, в эп. Чжоу расположилось царство Цзинь.

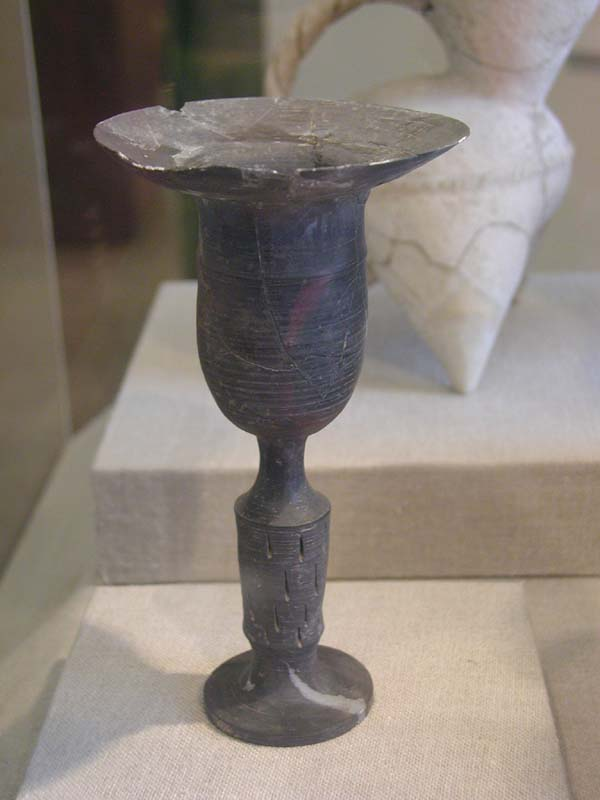
Чаша из Луншаньской культуры

Согласно китайской мифолого-исторической традиции, основоположником китайской государственности был Жёлтый Император — Хуан-ди, который в XXVII веке до н. э. после трудной борьбы сумел подчинить себе вождей отдельных племён и создал своё государство в горах Куньлунь — далеко на западе от бассейна реки Хуанхэ.

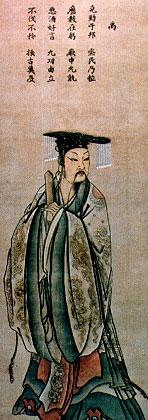
Великий Юй

Установив мир, Хуан-ди принёс жертвы богам, назначил чиновников-управителей и ввёл первые в стране законы. Хуан-ди имел 25 сыновей, 14 из которых (подобно сыновьям библейского Иакова) стали родоначальниками известных китайских кланов. От Хуан-ди (2698 до н. э. — 2597 до н. э.) престол перешёл к Шао-хао, затем — к Чжунь-сюю, потом к Ди-Ку, дальше — к Ди-чжи и наконец к Яо, который был едва ли не наивысшим воплощением добродетели и мудрости правителя. Он объединил и привёл в состояние гармонии страну, установил согласие между людьми, назначил умелых помощников следить за порядком и заботиться о правильном летосчислении. Преемником себе Яо выбрал добродетельного Шуня (2256 до н. э. — 2205 до н. э.). При этом императоре вся страна была разделена на 12 областей, и всюду им были введены установленные им законы.
От Шуня власть перешла к прямому потомку Хуан-ди, Юю из рода Ся, который и считается основателем первой китайской династии Ся. Семнадцать государей этой династии правили на протяжении трёх с половиной веков.

#### Шан
Государство Шан (кит.: 商朝), альтернативные названия государство Инь (кит.: 殷代) или государство Шан-Инь — государственное образование, существовавшее с 1600 по 1027 год до н. э. в землях к северу от выхода р. Хуанхэ на Великую китайскую равнину. Государство Шан предшествовало государству Чжоу.
Шан является первым китайским государственным образованием, реальность существования которого подтверждена не только археологическими находками, но также нарративными и эпиграфическими письменными источниками. Наиболее подробное описание истории Шан содержится в сочинении Сыма Цяня «Исторические записки». В результате раскопок были обнаружены цзягувэнь — иероглифические надписи на панцирях черепах и гадательных костях животных, а также бронзовых, нефритовых, керамических, каменных изделиях. Большое число находок было сделано на территории столицы Иньсюй (кит. упр. 殷墟, пиньинь Yīnxū, палл. Иньсюй), которая была расположена в районе современного города Аньян в провинции Хэнань. Территория древнего города включена в список всемирного наследия ЮНЕСКО.

#### Чжоу
Династия Чжоу (кит. упр. 周朝, пиньинь Zhōu Cháo, палл. Чжоу; с 1045 года до н. э. по 221 год до н. э.) свергла династию Шан и прекратилась после победы династии Цинь.
Хотя династия длилась формально около 800 лет, этот период был неоднородным, и историки делят его на несколько периодов.
1. Западная Чжоу (1045 до н. э. — 770 до н. э.) — когда дом Чжоу владел территорией в бассейне Средней Хуанхэ.
2. Восточная Чжоу (770 до н. э. — 256 до н. э.) — когда дом Чжоу постепенно утрачивал гегемонию, а территория Китая была поделена между отдельными царствами.

2.1 Вёсны и Осени (период) (Чуньцю), соответствующий хронике (чуньцю) царства Лу, которую редактировал Конфуций, период заканчивается в 481 году до н. э., а берёт своё начало ещё в 722 году до н. э. Тогда на территории Китая существовало большое число отдельных владений (часть из них была китайскими, а часть — создана другими народами). Правитель (ван) царства Чжоу обладал центральной властью — сначала реальной, потом всё более номинальной.
2.2 Период Сражающихся царств (Чжаньго) начиная с 403 года до н. э. и далее до 249 года до н. э., когда царство Чжоу было уже уничтожено — политику в Китае определяли другие царства.
При этом, говоря о Восточной Чжоу, имеют в виду скорее само царство Чжоу, превратившееся к тому времени в удельное царство и утратившее главенство, а периоды Чуньцю и Чжаньго рассматривают с точки зрения взаимоотношения всех государств и удельных княжеств на территории Китая.

#### Период Сражающихся царств

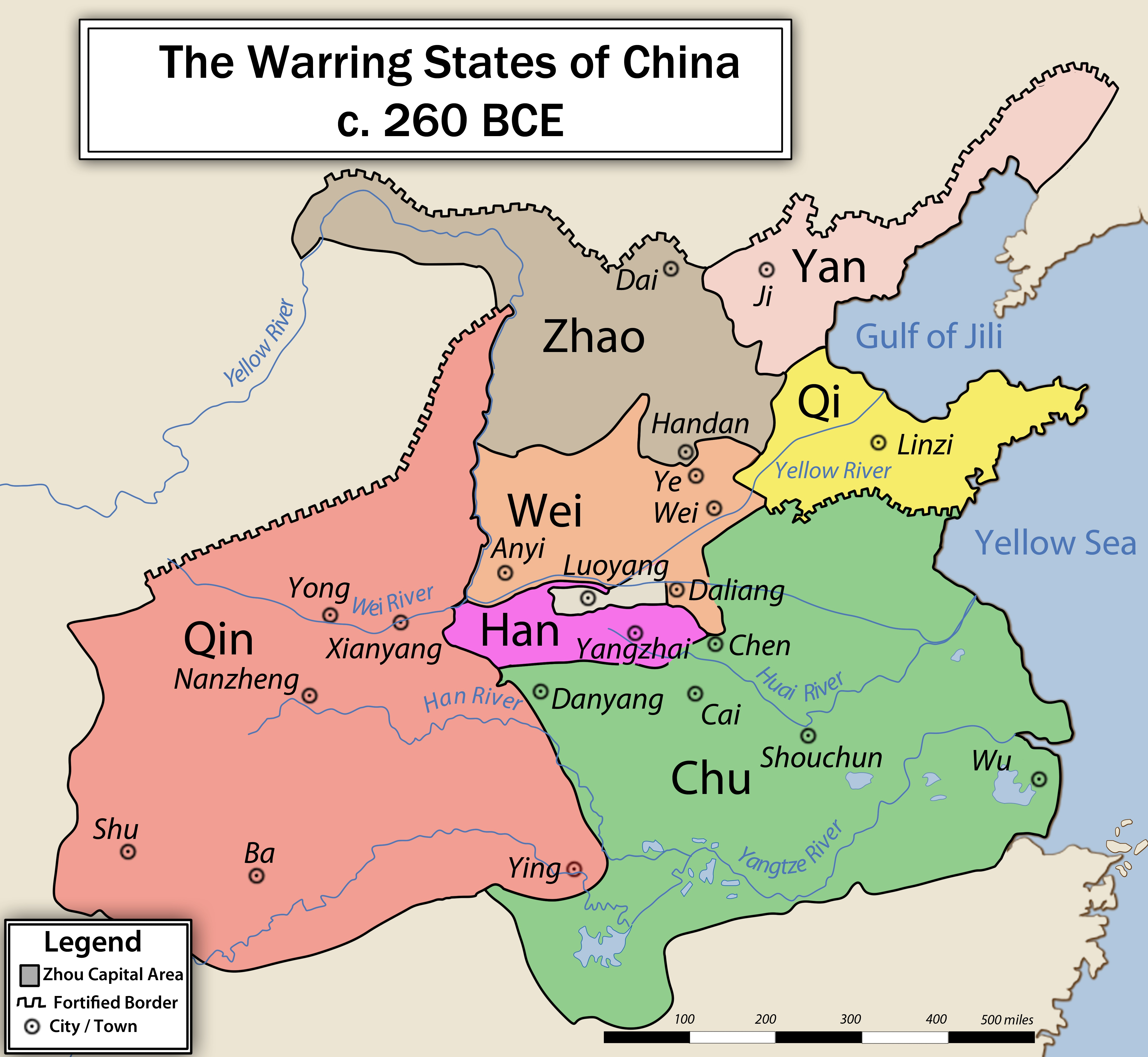
Китай в Период Сражающихся царств (260 до н. э.)

Период Сражающихся царств (кит. трад. 戰國時代, упр. 战国时代, пиньинь Zhànguó Shídài, палл. Чжаньго шидай) — период китайской истории от V века до н. э. до объединения Китая Цинь Шихуанди в 221 году до н. э. Этот период считается частью правления династии Восточная Чжоу, непосредственно следующим за периодом Вёсен и Осеней (Чуньцю), хотя династия Чжоу прекратила существование в 256 году до н. э., на 35 лет раньше создания Империи Цинь и окончания данного периода.
Этот период описан в первую очередь в поздней хронике «Стратегии Сражающихся царств» (кит. трад. 戰國策, упр. 战国策, пиньинь Zhàn Guó Cè, палл. Чжаньгоцэ, буквально: «Стратегии Сражающихся царств»). Хроники менее подробные, чем Цзочжуань, поэтому об этом периоде известно меньше, чем о Вёснах и Осенях.
Если в предыдущий период царства признавали формальное господство дома Чжоу и выступали в защиту «цивилизованных стран» (с домом Чжоу во главе) от «варварского» окружения, в данный период центральное царство Чжоу ослабло настолько, что перестало приниматься во внимание.

### Конфуцианство
Конфуциа́нство (кит. трад. 儒學, упр. 儒学, пиньинь Rúxué, палл. Жусюэ) — этико-философское учение, разработанное Конфуцием (551—479 до н. э.) и развитое его последователями, вошедшее в религиозный комплекс Китая, Кореи, Японии и некоторых других стран. Конфуцианство является мировоззрением, общественной этикой, политической идеологией, научной традицией, образом жизни, иногда рассматривается как философия, иногда — как религия.
В Китае это учение известно под названием 儒 или 儒家 (то есть «школа учёных», «школа учёных книжников» или «школа образованных людей»); «конфуцианство» — это западный термин, который не имеет эквивалента в китайском языке.
Конфуцианство возникло как этико-социально-политическое учение в период Чуньцю (722 до н. э. — 481 до н. э.) — время глубоких социальных и политических потрясений в Китае. В эпоху династии Хань конфуцианство стало официальной государственной идеологией, конфуцианские нормы и ценности стали общепризнанными.
В императорском Китае конфуцианство играло роль основной религии, принципа организации государства и общества свыше двух тысяч лет в почти неизменном виде, вплоть до начала XX века, когда учение было заменено на «три народных принципа» Китайской Республики.
Центральными проблемами, которые рассматривает конфуцианство, являются вопросы об упорядочении отношений правителей и подданных, моральных качествах, которыми должен обладать правитель и подчинённый и т. д. Формально в конфуцианстве никогда не было института церкви, но по своей значимости, степени проникновения в душу и воспитания сознания народа, воздействию на формирование стереотипа поведения, оно успешно выполняло роль религии.

### Буддизм
Предположительно, буддизм проник в Китай в I веке н. э. из Средней Азии, хотя имеются легенды о
том, как буддийские монахи посетили Китай во время правления царя Ашоки. До VIII века
Китай был очень активным очагом буддизма.
67 год н. э. считается официально годом появления буддизма в Китае, который принесли монахи Мотон и Чуфарлан.
В 68 году н. э., под покровительством императора они основали Храм Белой лошади (白馬寺), который до сих пор сохранился недалеко от столицы Лояна. В конце II века н. э. большая община была основана в Пэнчэне (сейчас Сюйчжоу, пров. Цзянсу).
Первые тексты школы Махаяна перевёл на китайский язык кушанский монах Локакшема в Лояне между 178 и 189 годом н. э.
Процветание буддизма пришлось на период правления династии Тан (618—907). В это время Китай был очень открыт иноземному влиянию, тогда восстановились отношения с Индией, и многие китайские монахи ездили в Индию с IV по XI век.
Столица династии Тан Чанъань (современный Сиань) превратился в духовный центр буддизма. Отсюда буддизм распространился в Корею и Японию.
Среди школ религиозной практики наибольшим влиянием по сей день пользуется школа Цзинту («чистой земли»), декларирующая спасение верой в будду Амитабху, владыку буддийского рая — «чистой земли». В основе мировоззрения и практики этой школы лежала доктрина «думания о Будде» (нянь-фо), предполагавшая, что молитвы Амитабхе и даже одно произнесение его имени способны даровать перерождение в блаженном царстве «чистой земли».
Название другой распространённой школы буддийской практики — чань — восходит к санскр. «дхьяна», что значит созерцание, медитация. Последняя всегда занимала важное место в практике буддизма, но для приверженцев чань она превратилась в самоцель. Эта школа, основанная, по преданию, индийским проповедником Бодхидхармой (кит. Дамо) в середине VI века, отвергла изучение сутр и всякий ритуал. Медитацию наставники чань трактовали по-новому — как спонтанное самораскрытие «истинной природы» человека в его эмпирическом существовании. В отличие от прочих буддийских школ чаньские учителя высоко ценили физический труд, особенно труд в коллективе. Будучи наиболее китаизированной формой буддизма, школа чань оказала огромное влияние на китайское искусство.
Наконец, в VIII-IX веках на теорию и практику китайского буддизма заметное влияние оказывал тантризм (см. Тантра).
В течение длительного времени буддизм пользовался покровительством императорского двора, однако в 845 император У-цзун стал инициатором суровых гонений на буддизм, целью которых был подрыв экономич. самостоятельности сангхи и сокращение её численности. В середине IX века позиции сангхи были подорваны в результате действий правительств, репрессий, и вскоре начинается её медленный, но неуклонный упадок. Буддийская традиция во многом утратила былую творческую энергию и своё особое место в общественной и культурной жизни. С одной стороны, сангха становится инструментом государственной политики, находящимся под строгим контролем властей: государственная администрация устанавливала квоты и даже экзамены для желавших принять монашеский постриг, прикрепляла монахов к определённому монастырю, а наиболее заслуженным из них жаловали особые знаки отличия: существовала сеть административных органов, осуществлявших надзор за монашеством. С другой стороны, буддизм почти слился с народной религией, а буддийские институты стали служить интересам отдельных социальных организаций и групп — влиятельным семействам, деревенским общинам, профессиональным
объединениям и т. п. Всё большее значение приобретает буддийская религиозная практика — «памятование о будде» (молитва, обращённая к будде Амитабхе) и чаньское учение о «мгновенном просветлении».
С другой стороны, на уровне народной религии буддизм вступает в активное взаимодействие с популярными верованиями, внеся значительный вклад в становление китайского религиозного синкретизма, а ряд персонажей буддийского пантеона (Амитофо — Амитабха; Гуаньинь — женская ипостась Авалокитешвары) превращаются в наиболее почитаемых в народе божеств. В позднее средневековье элементы буддийские учения включаются в мировоззренческие системы ряда религиозных сект (в особенности эсхатологические мотивы пришествия Милэфо — Будды Майтреи).

### Даосизм
Даосизм в стабильной религиозной организации сформировался только во II веке, но многочисленные свидетельства говорят, что даосизм возник существенно раньше, во всяком случае в V — III веках до н. э. уже имелась развитая традиция, подготовившая элементы учения, активно используемые в Средние века.
Основными источниками даосизма послужили мистические и шаманские культы царства Чу и других «варварских» государств на юге Китая, учение о бессмертии и магические практики, развившиеся в царстве Ци и философская традиция северного Китая.
Философские сочинения, относящиеся к даосизму, начинаются с эпохи Борющихся Царств (Чжаньго) в V веке до н. э., практически одновременно с учением Конфуция. Традиция считает основоположником даосизма легендарного Жёлтого Императора Хуанди. Несколько более достоверным основателем даосизма считается древнекитайский мудрец Лао-цзы. Даосской традицией ему приписывается авторство одной из основных книг даосизма — «Дао Дэ Цзин». Этот трактат явился ядром, вокруг которого стало формироваться учение даосизма. Ещё одним знаменитым текстом раннего даосизма является «Чжуан-цзы», автором которого является Чжуан Чжоу (369—286 годы до н. э.), известный под именем Чжуан-цзы, в честь которого и названо его произведение.
В начале II века н. э. фигура Лао-цзы обожествляется, разрабатывается сложная иерархия божеств и демонов, возникает культ, в котором центральное место занимают гадание и обряды, «изгоняющие» злых духов. Пантеон даосизма возглавил Яшмовый владыка (Шан-ди), который почитался как бог неба, высшее божество и отец императоров («сынов неба»). За ним следовали Лао-цзы и творец мира — Пань-гу.

## Цинь и Хань

### Цинь

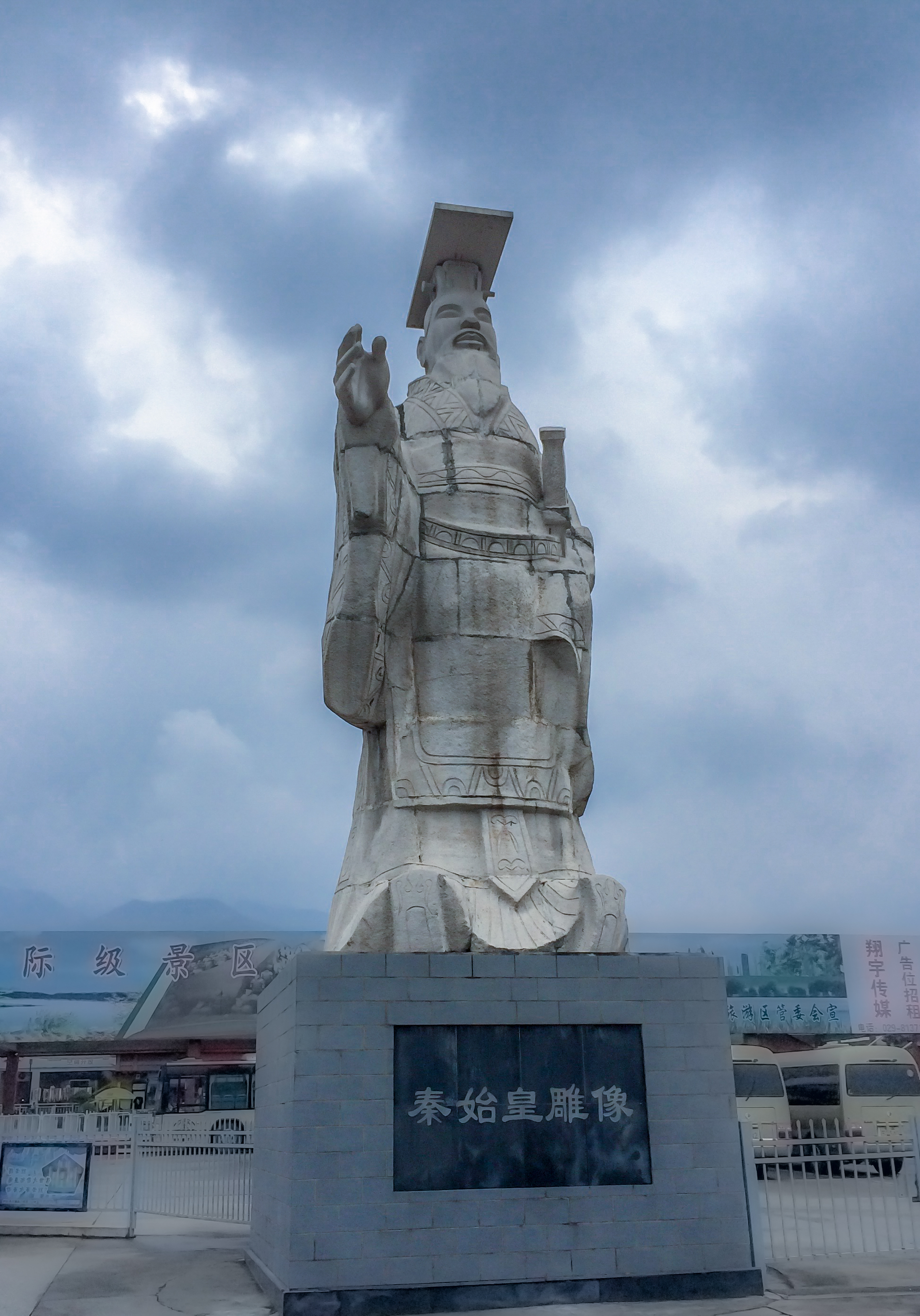
Статуя Цинь Шихуанди, основателя династии Цинь и первого императора объединённого Китая

Основатель династии — Цинь Шихуанди — объединил Китай под своей властью в 221 году до н. э., разделив страну на 36 провинций, управлявшихся чиновниками, назначаемыми императором. Император Цинь Шихуанди создал централизованное, управляемое государство на основе легизма, при этом проводились репрессии против сторонников конфуцианства: так, в 213 году до н. э. был издан указ о сожжении недозволенных сочинений, находящихся в частном владении, а в 212 году до н. э. были казнены 460 конфуцианцев и значительное число было «сослано на границы».
Цинь Шихуанди объявил о прекращении всех войн навек, собрал от князей оружие и переплавил, построив 12 больших монументов. Он упорядочил меры и веса, ввёл стандартное написание иероглифов, организовал жёсткую бюрократическую систему правления.
Правление Цинь Шихуанди характеризовалось большим количеством общественных работ, на которых были задействованы миллионы граждан. В этот период была начата постройка Великой Китайской стены длиной 8851,8 км, построены уникальная гробница Цинь Ши Хуана, в которую входила Терракотовая армия, огромнейший императорский дворец Эпан. Сеть дорог общей длиной 7500 км опоясывала страну, дороги были шириной 15 м с тремя полосами, причём центральная полоса предназначалась для императора.
Смерть Цинь Шихуанди в 210 году до н. э. наступила во время поездки по стране, в которой его сопровождали его младший сын Ху Хай, начальник канцелярии Чжао Гао и главный советник Ли Сы. Опасаясь волнений, они скрыли смерть императора и, вступив в сговор, сфабриковали от имени императора письмо, в котором престолонаследником объявлялся не старший сын Фу Су, а младший — Ху Хай. В этом же письме содержался приказ о «даровании почётной смерти» Фу Су и военачальнику Мэн Тяню.
Ху Хай в 21-летнем возрасте вступил на трон под именем Эр Ши-Хуанди, однако фактически оставался марионеткой Чжао Гао и через три года был принуждён к самоубийству по его приказанию.
В империи начались восстания, возглавленные Чэнь Шэном, У Гуаном и Лю Баном (конец 209 — начало 208 до н. э.). В октябре 207 года до н. э. столица империи Сяньян была взята армией Лю Бана, провозглашённого императором и ставшего основателем династии Хань.
В январе 206 года до н. э. генерал Сян Юй повторно взял столицу, которую ему уступил Лю Бан, разрушил город и массово истребил жителей, Цзыин — последний правитель Цинь — был казнён.

### Хань
Империя Хань (кит. трад. 漢朝, упр. 汉朝, пиньинь Hàn cháo, палл. Хань чао; 206 год до н. э.—220 год н. э.) — китайская империя, в которой правила династия Лю, и период истории Китая после империи Цинь перед эпохой Троецарствия. Свидетельством успеха ханьской внутренней политики стало то, что она просуществовала дольше любой другой империи в китайской истории. Её правление и институты послужили образцом для всех последующих. Более того, основная этническая группа китайцев по имени государства стала называться хань.
Правящую в империи Хань династию основал Лю Бан. Начальный период (206 год до н. э.—9 год н. э.) со столицей Чанъань носит название ранней Хань (кит. 前漢) или западной Хань (кит. 西漢). История этой империи изложена в письменном сочинении Ханьшу. Правление династии Лю прервалось на 16 лет в 8—23 годах в результате захвата власти родственником династии по женской линии Ван Маном (империя Синь).
Второй период (25—220 годы) со столицей Лоян называется поздней Хань (кит. 後漢) или восточной Хань (кит. 東漢). Его история излагается в сочинении Хоу Ханьшу.

## Эпоха Троецарствия
Эпоха Троецарствия, Саньго (кит. трад. 三國, упр. 三国, пиньинь Sānguó, палл. Саньго) — период времени в древнем Китае с 220 по 280 год, вошедший в историю как борьба и противостояние между тремя различными государствами Китая — Вэй, У и Шу.
Конец II и начало III века прошли в Китае под знаком внутриполитических междоусобиц, в ходе которых на первый план вышло несколько наиболее удачливых полководцев. Один из них, знаменитый Цао Цао, господствовал на севере, в бассейне Хуанхэ. После его смерти в 220 году его сын Цао Пэй, низложив последнего императора династии Хань, провозгласил себя императором и стал править как император династии Вэй. Другой, Лю Бэй, претендовавший на родство с правящим домом Хань, вскоре объявил себя правителем юго-западной части страны Шу. Третий, Сунь Цюань, стал правителем юго-восточной части Китая, царства У со столицей в Нанкине. Возник феномен Троецарствия.

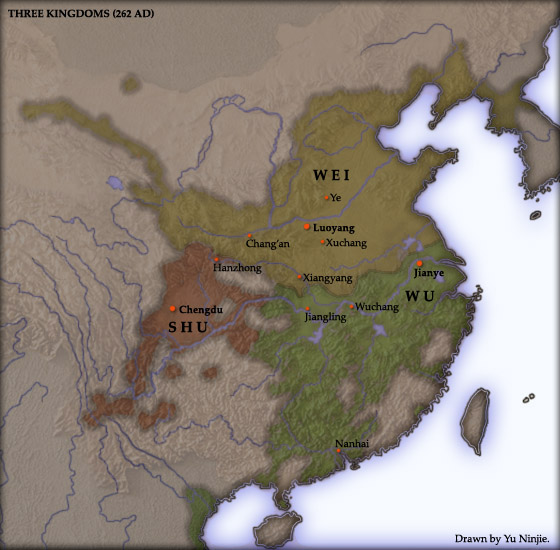
Три Царства в 262 году н. э., накануне завоевания Шу

С конца 230-х годов, стали заметны напряжённые отношения между имперским кланом Цао и кланом Сыма.
Краткий период Троецарствия, приведший к образованию двух самостоятельных государств на слабо освоенном до того юге Китая, способствовал освоению юга. В северном Вэй, потомки Цао Цао уже к середине III века утратили власть, перешедшую к могущественному клану полководца Сыма Янь.
В 265 году Сыма Янь основал здесь новую династию Цзинь, которой вскоре, в 280 году, удалось подчинить себе Шу и У, объединив под своей властью снова весь Китай, правда, лишь на несколько десятилетий.

## Монгольская Империя
К концу XIII века монголы захватили Среднюю Азию, значительную часть Восточной Европы, Персию, Ирак, Камбоджу, Бирму, Корею и часть Вьетнама. Хубилай-хан к 1279 году сумел включить весь Китай в свою империю Юань. Провозглашая эпоху правления Юань на китайский манер, Хубилай не обозначал границ её применения. Поэтому формально это название относилось ко всей Великой монгольской империи, хотя позже его стали использовать только для удела Хубилая. Хубилай также установил специфические отношения «наставник-покровитель» между монгольским двором и верховным ламой школы Сакья в Тибете.
В 1281 году была предпринята неудачная попытка монгольского вторжения в Японию. Тайфун, названный японцами «камикадзе», то есть «божественный ветер», дважды разбросал монгольско-китайский флот (см. Монгольские вторжения в Японию).
В 1292 году монгольские войска вторглись на Яву, чтобы отомстить за послов Хубилая, которых обидел Джаякатванг, правитель Сингасари. Против них выступил Виджая (выходец из бывшей правящей династии Сингасари), он помог защитить Джаякатванга от монголов, а после этого выступил против них и прогнал с острова. Со смертью Хубилая в 1294 году закончилась эпоха монгольских завоеваний и победоносный марш монгольских армий прекратился.

## Империя Мин

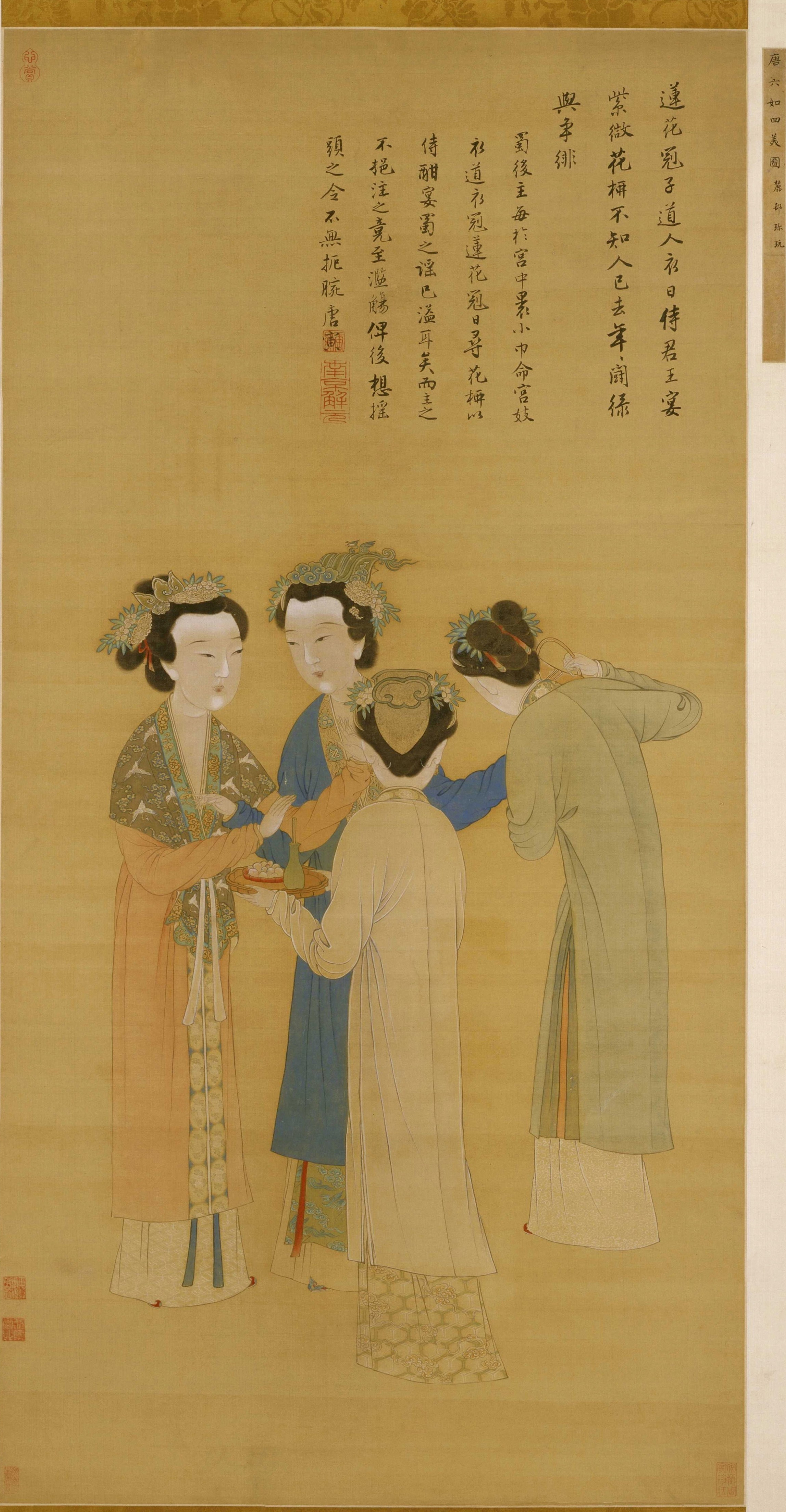
Придворные дамы царства Шу, художник Тан Инь(1470—1523).

В результате длительной борьбы в середине XIV века монголы были изгнаны. К власти пришёл один из руководителей восстания — сын крестьянина Чжу Юаньчжан, основавший государство Мин (кит. упр. 明, пиньинь Míng; 1368—1644). Китай вновь стал независимым государством.
Монголы, оттеснённые на север, приступают к активному освоению степей современной Монголии. Империя Мин подчиняет себе часть чжурчжэньских племён, государство Наньчжао (современные провинции Юньнань и Гуйчжоу), часть современных провинций Цинхай и Сычуань.
Китайский флот под командой Чжэн Хэ, состоящий из нескольких десятков крупных океанских джонок, за период с 1405 по 1433 год совершает несколько морских экспедиций в Юго-Восточную Азию, Индию и к восточному побережью Африки. Не принеся Китаю никакой экономической выгоды, экспедиции были прекращены, а корабли — разобраны.

## Империя Цин
Государство Великая Цин ( дайцин гурунь, кит. трад. 大清國, палл. Да Цин го) — многонациональная империя, созданная и управлявшаяся маньчжурами, в которую позже был включён Китай. Согласно традиционной китайской историографии — последняя династия монархического Китая. Была основана в 1616 году маньчжурским кланом Айсин Гёро на территории Маньчжурии, в настоящее время называющейся северо-восточным Китаем. Менее чем через 30 лет под её властью оказался весь Китай, часть Монголии и часть Средней Азии.
Первоначально династия была названа «Цзинь» (金 — золото), в традиционной китайской историографии «Хоу Цзинь» (後金 — Поздняя Цзинь), по империи Цзинь — бывшему государству чжурчжэней, от которых выводили себя маньчжуры. В 1636 году название было изменено на «Цин» (清 — «чистый»). В первой половине XVIII века цинскому правительству удалось наладить эффективное управление страной, одним из результатов чего было то, что в этом веке наиболее быстрые темпы роста численности населения наблюдались именно в Китае. Цинский двор проводил политику самоизоляции, что в конце концов привело к тому, что в XIX веке входивший в состав империи Цин Китай был насильно открыт западными державами.
Последующее сотрудничество с западными державами позволило династии избежать краха во время восстания Тайпинов, проводить сравнительно успешную модернизацию и таким образом просуществовать до начала XX века, однако оно же послужило причиной растущих националистических (антиманчжурских) настроений.
В результате Синьхайской революции, начавшейся в 1911 году, империя Цин была уничтожена, была провозглашена Китайская Республика — национальное государство ханьцев. Вдовствующая императрица Лунъюй отреклась от трона от имени тогда малолетнего последнего императора, Пу И, 12 февраля 1912 года.

## История Китайской Республики

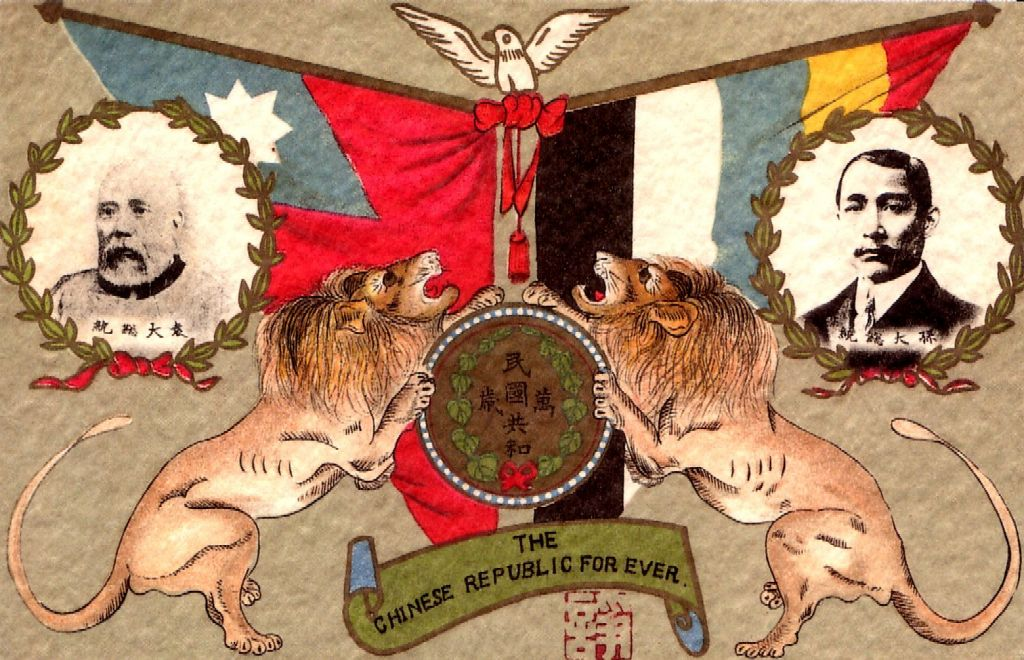
Плакат в честь провозглашения республики с портретами Юань Шикая и Сунь Ятсена

В 1911 году Синьхайской революцией была разрушена Цинская империя и образована Китайская Республика. 1 января 1912 года (13-й день 11-го месяца 4609 года по традиционному китайскому календарю) был объявлен первым днём первого года Китайской Республики — введён календарь Миньго. 12 февраля 1912 года было объявлено об отречении императора Пу И от верховной власти. Сунь Ятсен был избран Нанкинской конференцией 29 декабря 1911 года на пост временного президента китайской республики с условием, что в случае согласия Юань Шикая стать президентом Китайской республики Сунь Ятсен добровольно уйдёт в отставку. Сунь Ятсен это условие выполнил, и после отречения императора подал в отставку. 14 февраля Нанкинское собрание единогласно приняло отставку Сунь Ятсена, а на следующий день избрало Юань Шикая временным президентом Китайской Республики.

## Создание Китайской Народной Республики
Разгром милитаристской Японии в августе-сентябре 1945 года завершил Вторую мировую войну, освободив от японских войск страны Азиатско-Тихоокеанского региона. В Китае шла ожесточенная гражданская война.
Советская Красная Армия полностью оккупировала Маньчжурию, приняв капитуляцию у большей части японской Квантунской армии. К тому времени на территории Маньчжурии действовали лишь разрозненные партизанские отряды и разведгруппы китайских партизан.
В сентябре 1945 года начала осуществляться массовая переброска вооруженных сил КПК из северного и Восточного Китая на северо-восток страны. К ноябрю туда перешли около 100 тысяч бойцов 8-й и 4-й армий. Из этих частей, партизанских формирований и местных жителей была сформирована Объединенная демократическая армия (ОДА) Северо-Востока, которая стала костяком Народно-освободительной армии Китая.
Советская армия находилась в Маньчжурии вплоть до мая 1946 года. За это время советская сторона помогла китайским коммунистам организовать, обучить и вооружить новые китайские войска.
В результате, когда гоминьдановские войска начали в апреле 1946 года входить в Маньчжурию, они, к своему удивлению, обнаружили там не разрозненные партизанские отряды, а современную дисциплинированную армию коммунистов.

## Культурная революция
В 1966 году председателем КПК Мао Цзэдуном была начата массовая кампания по поддержанию революционного духа в массах. Её фактической задачей было утверждение маоизма в качестве единственной государственной идеологии и уничтожение политической оппозиции. Массовая мобилизация молодёжи, получившей название «красногвардейцев», была лишена четкой организации, по причине внезапности действий Председателя и отсутствия единства в среде лидеров КПК. Фанатически преданные «образу Председателя» студенты, рабочие и школьники занялись поиском и разоблачением «классовых врагов», подстрекаемые радикальной кликой к атакам на более умеренных лидеров партии. Самой крупной фигурой в руководящем составе КПК, политически и физически уничтоженной вследствие КР, стал Лю Шаоци. Дэн Сяопин оказался на трудовом перевоспитании — работником тракторного завода. Необузданная энергия критически настроенной молодежи обрушилась на интеллектуалов, религиозные институты, культурные памятники Китая, а также на целый пласт рядовых граждан — носителей старых культурных ценностей. Следствием всего этого стала идеологическая дезориентация общества. Маоизм сохранил своё влияние не более чем идеологический фасад, за которым развернулась политическая борьба за наследование реальной политической власти.

## Экономические преобразования
Улучшая отношения с внешним миром, Дэн Сяопин все же ставил первоочередным приоритетом проведение экономических реформ в Китае. Социальная, политическая и экономическая системы внутри страны подверглись серьёзным изменениям во время правления Дэна. Дэн объявил принцип «четырёх модернизаций» основой всех реформ. По этому принципу экономика была поделена на 4 сектора — оборонную промышленность, сельское хозяйство, науку и промышленное производство. В качестве приоритетной была выбрана стратегия «социалистической рыночной экономики». Дэн утверждает, что Китай находится на первой ступени развития социализма, что долгом партии является развитие «социализма с китайской спецификой». Идеологические принципы стали играть минимальную роль в экономике, что со временем доказало свою эффективность. В марте 1992 года Дэн Сяопин заявил на заседании Политбюро ЦК КПК:
Не стоит сковывать себя идеологическими и практическими абстрактными спорами о том, какое имя это всё носит — социализм или капитализм.
Дэн был идеологом реформ, предоставившим теоретическую основу и политическую поддержку для проведения реформ. Но, несмотря на это, многие исследователи и ученые полагают, что, по крайней мере, несколько экономических реформ не были личной идеей Дэна. Например, премьер Чжоу Эньлай первым высказался за приоритет принципа «четырёх модернизаций». Более того, многие реформы были разработаны и реализованы провинциальными руководителями, иногда без согласия центрального правительства. Если реформы удавались, то они применялись на более обширных территориях, перерастая в реформы общегосударственного масштаба. Многие другие реформы были проведены под влиянием опыта т. н. «азиатских экономических тигров».

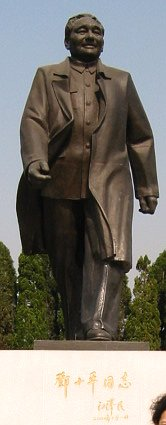
Памятник Дэн Сяопину в Шэньчжэне

Это было совершенно не похоже на перестройку, инициированную Михаилом Горбачёвым в СССР, где почти все преобразования навязывались указанием сверху и были личной идеей Горбачева. В Китае же напротив, реформы были инициированы снизу и подхвачены верхами.
Реформы включали в себя элементы планового, централизованного управления, осуществляемого профессионально подготовленными чиновниками, что отбросило практику массового управления, которая господствовала при Мао.
В сельском хозяйстве большинство «народных коммун» были распущены, а крестьянство в основном перешло на семейный подряд. На втором этапе реформы (1984—1992 гг.) происходил демонтаж плановой системы и переход к рыночной экономике.
Дэн также стал инициатором создания особых экономических зон в Китае, благодаря которым в страну привлекаются иностранные компании и инвестиции.